# Клер Блум
Патриція Клер Блум (англ. Patricia Claire Bloom; нар. 15 лютого 1931, Лондон) — британська акторка театру, кіно та телебачення.

## Життєпис
Народилася 13 лютого 1931 року у Лондоні. Її предки як з боку матері (Гравицькі), так й з боку батька (Блюменталь) були єврейськими іммігрантами з Російської імперії (дід з боку батька — з під Гродно, бабуся Поліна по материній лінії прибула до Англії близько 1900 року з Риги). Батьки Клер народились в Англії, — батько у Ліверпулі, мати у Лондоні.
Після навчання у Гілдголській школі музики та театру, а також у Центральній школі сценічної мови та драматичного мистецтва, Блум дебютувала у радіопрограмах BBC. 1946 року вона вперше з'явилася на театральній сцені, а рік потому вже зіграла разом з Річардом Бертоном та Джоном Гілгудом в успішній п'єсі «Леді не для спалення». Ще через рік отримала добрі відгуки за виконання ролі Офелії в «Гамлеті». У подальші роки своєї театральної кар'єри Клер Блум з'явилася у багатьох знаменитих п'єсах, як у Лондоні, так і в Нью-Йорку.
Її кінодебют відбувся 1948 року, але справжній успіх прийшов 1952 року, коли вона знялася у головній ролі разом з Чарлі Чапліном у його фільмі «Вогні рампи». Ця роль принесла акторці премію BAFTA у категорії Найобіцяючий новачок. Після цього вона з'явилася ще в кількох відомих костюмованих фільмах, серед яких «Річард III» (1955), «Александр Великий» (1956), «Брати Карамазови» (1958) та «Чудесний світ братів Грімм» (1962).
Більш сучасними були ролі Клер Блум у таких стрічках як «Будинок з привидами» (1963), «Чарлі» (1968) та «Острови в океані» (1977). 1989 року вона знялася у Вуді Аллена в фільмі «Злочини і проступки». Знімалася в Голлівуді, де найвідомішу роль виконала у фільмі «Денне світло» (1996) з Сильвестром Сталлоне у головній ролі.
На телебаченні Блум також зіграла багато яскравих ролей у телефільмах та телесеріалах. 1986 року за роль у фільмі «Країна тіней» (1985), де вона зіграла дружину К. С. Льюїса — американську письменницю Джой Девідмен, Клер Блум отримала другу премію BAFTA — у категорії Найкраща акторка.
1996 року вийшла її автобірграфічна книга «Залишаючи ляльковий дім» (англ. Leaving a Doll's House: A Memoir).
2013 року нагороджена орденом Британської імперії командорського ступеня.

## Особисте життя
Блум тричі була у шлюбі, кожен з яких завершився розлученням:
- 1959—1969 — Род Стайгер, американський актор. 13 лютого 1960 року у пари народилася дочка Анна Стайгер, оперна співачка.
- 1969—1972 — Гіллард Елкінс, американський театральний і кінопродюсер.
- 1990—1995 — Філіп Рот, американський письменник, з яким акторка перебувала у стосунках з 1976 року[6].

## Фільмографія
| Рік       |    | Українська назва                                  | Оригінальна назва                                     | Роль                       |
| --------- | -- | ------------------------------------------------- | ----------------------------------------------------- | -------------------------- |
| 1952      | ф  | Вогні рампи                                       | Limelight                                             | Тереза                     |
| 1953      | ф  | Невинні в Парижі                                  | Innocents in Paris                                    | Сьюзен Роббінс             |
| 1955      | ф  | Річард III                                        | Richard III                                           | леді Анна                  |
| 1956      | ф  | Александр Великий                                 | Alexander the Great                                   | Барсіна                    |
| 1958      | ф  | Брати Карамазови                                  | The Brothers Karamazov                                | Катя                       |
| 1959      | ф  | Озирнись у гніві                                  | Look Back in Anger                                    | Гелена Чарльз              |
| 1961      | тф | Анна Кареніна                                     | Anna Karenina                                         | Анна Кареніна              |
| 1962      | ф  | Дивовижний світ братів Грімм                      | The Wonderful World of the Brothers Grimm             | Доротея Грімм              |
| 1963      | ф  | Будинок з привидами                               | The Hanging                                           | Теодора                    |
| 1963      | ф  | Учитель з Віджевано                               | Il maestro di Vigevano                                | Ада                        |
| 1964      | ф  | Вища невірність                                   | Alta infedelta                                        | Лаура                      |
| 1965      | ф  | Шпигун, що прийшов із холоду                      | The Spy Who Came In from the Cold                     | Нен Перрі                  |
| 1968      | ф  | Чарлі                                             | Charly                                                | Еліс Кіннан                |
| 1973      | ф  | Ляльковий дім                                     | A Doll's House                                        | Нора Гельмар               |
| 1977      | ф  | Острови в океані                                  | Islands in the Stream                                 | Одрі Гадсон                |
| 1979      | с  | За кулісами Білого дому                           | Backstairs at the White House                         | Едіт Вілсон                |
| 1980      | тф | Гамлет                                            | Hamlet                                                | Гертруда                   |
| 1981      | ф  | Битва титанів                                     | Clash of the Titans                                   | Гера                       |
| 1981      | с  | Повернення у Брайдсхед                            | Brideshead Revisited                                  | леді Марчмейн              |
| 1985      | тф | Країна тіней                                      | Shadowland                                            | Джой Девідмен              |
| 1985      | тф | Енн та Деббі                                      | Ann and Debbie                                        | Деббі                      |
| 1986      | ф  | Анастасія: Загадка Анни                           | Anastasia: The Mystery of Anna                        | цариця Олександа Федорівна |
| 1989      | ф  | Злочини і проступки                               | Crimes and Misdemeanors                               | Меріан Розенталь           |
| 1992      | с  | Міс Марпл: Дзеркало тріснуло                      | Miss Marple: The Mirror Crack'd from Side to Side     | Марина Грег                |
| 1995      | ф  | Могутня Афродіта                                  | Might Aphrodite                                       | місіс Слоан                |
| 1996      | ф  | Денне світло                                      | Daylight                                              | Елеанор Тріллінг           |
| 2002      | ф  | Книга Єви                                         | The Book of Eva                                       | Єва Смоллвуд               |
| 2003      | ф  | Мріючи про Аргентину                              | Imaging Argentina                                     | Сара Штернберг             |
| 2004      | с  | Закон і порядок: Злочинні наміри                  | Law& Order. Criminal Intent                           | Меріон Вітні               |
| 2006      | с  | Міс Марпл Агати Крісті: Клацни пальцем тільки раз | Agatha Christie's Marple: By the Pricking of My Tumbs | тітка Ада                  |
| 2006      | тф | Справа Чаттерлей                                  | The Chatterley Affair                                 | старша Гелен               |
| 2006      | ф  | Каламазу?                                         | Kalamazoo?                                            | Елеонора                   |
| 2009—2010 | с  | Доктор Хто: Кінець часу                           | Doctor Who: The End of Time                           | жінка                      |
| 2010      | ф  | Король говорить!                                  | The King's Speech                                     | королева Марія             |
| 2015      | с  | Убивства в Мідсомері                              | Midsomer Murders                                      | Матильда Стоу              |
| 2019      | с  | Літо ракет                                        | Summer of Rockets                                     | тітка Мері                 |